# Rivière du Vieux Comptoir
Der Rivière du Vieux Comptoir ist ein 96 km langer Zufluss der James Bay in der Region Jamésie im Westen der kanadischen Provinz Québec.

## Flusslauf
Der Rivière du Vieux Comptoir bildet den Abfluss des westlich der Route de la Baie James gelegenen Sees Lac du Vieux Comptoir. Er fließt in westlicher Richtung zum Meer und mündet an der Ostküste der James Bay 45 km nordnordwestlich von Eastmain in die Baie du Vieux Comptoir. Der Rivière du Vieux Comptoir entwässert ein 2719 km² großes Gebiet.

## Quellflüsse
Hauptzufluss des Lac du Vieux Comptoir ist der Rivière Pikutimastikw. Dieser bildet den Abfluss des nahe gelegenen Sees Lac Pikutimastikw. Dieser wird wiederum von einem namenlosen Zufluss gespeist, der bei Straßenkilometer 464 die Route de la Baie James mittels einer Unterführung (⊙) kreuzt. Östlich der Überlandstraße befinden sich eine Reihe von Seen, darunter Lac Kamisikamach (⊙), Lac Mistatikumakw und Lac Wisinawkamaw, entlang dem Oberlauf des Zuflusses. Die Gesamtflusslänge beträgt 168 km.

## Namensgebung
An der Flussmündung befand sich früher eine Handelsniederlassung. Der französischsprachige Flussname (Vieux Comptoir französisch für „alte Faktorei“) leitet sich von diesem Umstand ab.